# Alfonso Visconti
Alfonso Visconti, C.O. (Milão, 1552 - Macerata, 19 de setembro de 1608) foi um cardeal do século XVII.

## Biografia
Nasceu em Milão em 1552. De uma família antiga e famosa. Filho do conde Annibale Visconti, signore de Saliceti, e Lucia Sauli. Sobrinho do cardeal Antonmaria Sauli (1587). Outros membros da família foram o pseudocardeal Bartolomeo Aicardi Visconti (1440); e os cardeais Carlo Visconti (1565); e Antonio Eugenio Visconti (1771).
Obteve o doutorado in utroque iure, direito canônico e civil, em Pavia.
Admitido no Colégio de Advogados de Milão em 1574. Foi para Roma. Ingressou no Oratório de São Filippo Neri, 1577; tornou-se um de seus quatro vigários; deixou o Oratório para seguir a carreira eclesiástica. Protonotário apostólico. Referendário dos Tribunais da Assinatura Apostólica da Justiça e da Graça, 1580. Colecionador de Portugal, 1584-1586; ele também foi nomeado vice-legado perante o cardeal Albrecht von Austria, que era vice-rei daquele reino. Tenente do auditor da Câmara Apostólica no pontificado do Papa Sisto V (1585-1590). Núncio na Áustria, 15 de abril de 1589 a 1591. Governador de Borgo e dos conclaves durante as sedi vacanti de 1591 e 1592.
Eleito bispo de Cervia, 8 de fevereiro de 1591. Consagrado, 14 de julho de 1591, em Salzburgo, por Wolf Dietrich von Raitenau, arcebispo de Salzburgo (não há informações encontradas sobre os co-sagrantes). Governador de Ascoli, Montalto e Nursia, 5 de fevereiro de 1592. Núncio na Hungria, 1595-1598; no início de 1597, acompanhou o príncipe Sigismund Báthory, duque da Transilvânia e da Valáquia, para conduzir negociações em Praga sobre a guerra contra os turcos; ele também foi à Polônia para negociar com seu rei diversos assuntos relativos à Igreja Católica; voltou à Itália em meados de 1598, depois de ter prestado consideráveis serviços à sua legação. Em 6 de fevereiro de 1599 foi a Gênova como núncio para receber nos Estados Pontifícios a nova rainha da Espanha, Margarita von Austria, futura esposa do rei Felipe III, e acompanhá-la a Ferrara,
Criado cardeal sacerdote no consistório de 3 de março de 1599; recebeu o gorro vermelho e o título de S. Giovannia a Porta Latina, em 7 de março de 1599. Optou pelo título de S. Sisto, em 24 de janeiro de 1600. Transferido para a sé de Spoleto, em 10 de setembro de 1601. Participou do conclave de março de 1605, que elegeu o Papa Leão XI. Participou do conclave de maio de 1605, que elegeu o Papa Paulo V. Legado na Marca Anconitana , e presidente da cidade e estado de Ascoli, em 23 de outubro de 1606.
Morreu em Macerata em 19 de setembro de 1608. Transferido para Loreto e enterrado em sua basílica.